# Xinxa puntejada
La xinxa puntejada (Graphosoma semipunctatum) és una espècie d'hemípter heteròpter de la família dels pentatòmids que habita quasi exclusivament a la conca del Mediterrani.

## Característiques
El cos de la xinxa puntejada pot arribar fins a 12 mm de longitud. El seu aspecte i la seua biologia són molt similars als de la xinxa ratllada (G. lineatum) és molt comú veure a les dues espècies juntes sobre les plantes de les quals s'alimenten.
La coloració general varia entre tons de roig intens (és el més comú) i ataronjats, sempre amb un seguit de línies amples longitudinals sobre el dors del cap i l'escutel. A diferència de la xinxa ratllada el dors del pronot en lloc de donar continuïtat a les línies negres longitudinals, mostra dues línies transversals de punts negres. Els laterals de l'abdomen que sobreïxen de l'escutel són negres a la part més central i rojos (o ataronjats) a la vora. Les potes són ataronjades excepte els tarsos que són foscos. Ventralment la coloració de base és la mateixa que al dors però esquitxada de taques negres. La seua coloració és aposemàtica i adverteix als possibles depredadors que té un gust repugnant.

## Història natural
Les nimfes evolucionen en 5 estadis abans de convertir-se en imagos (adults). Es solen trobar en grups damunt d'inflorescències d'asteràcies i apiàcies, de les quals s'alimenten de la seua saba, de juny a l'octubre en llocs assolellats per sota dels 2 000 msnm.

## Galeria

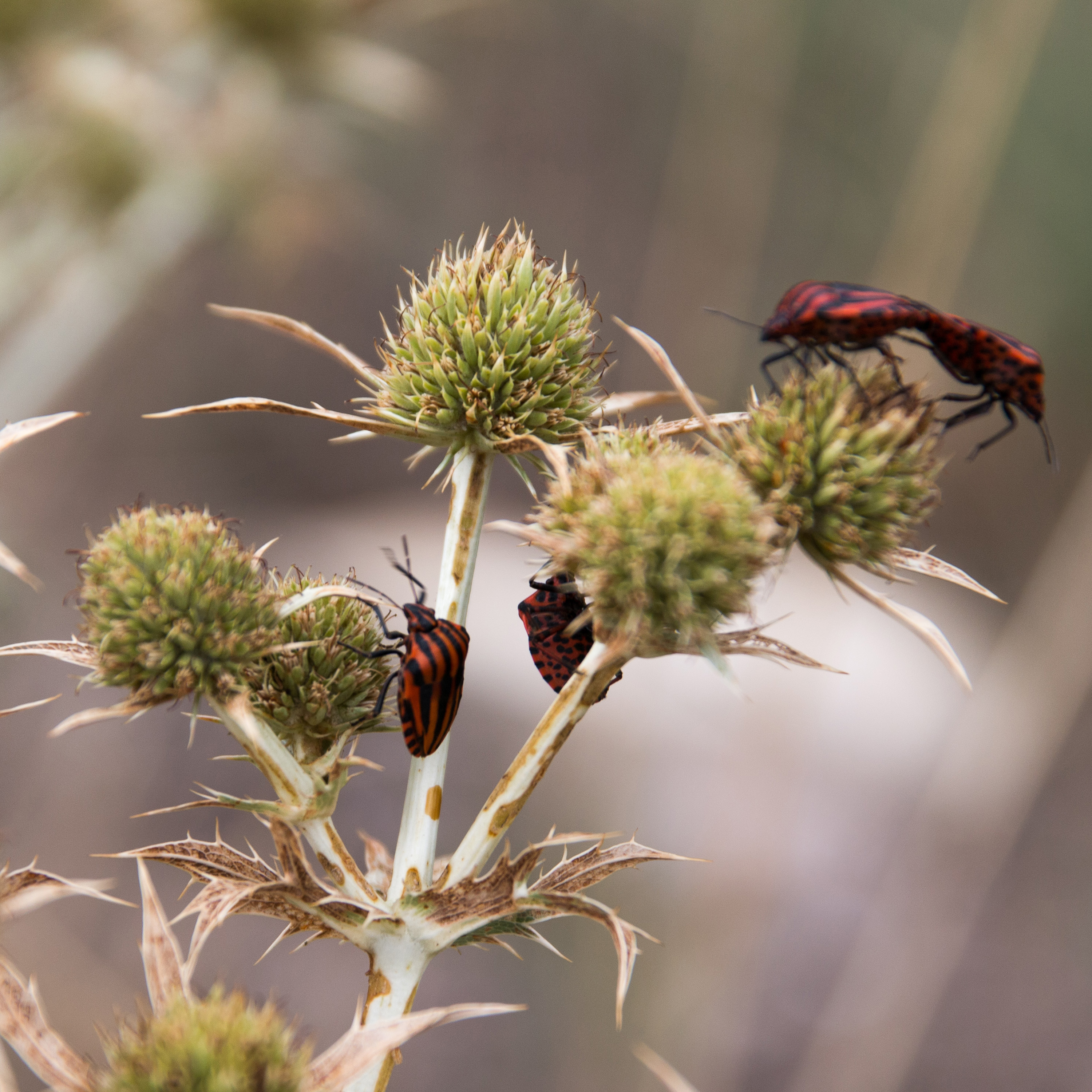
Xinxes puntejades sobre les inflorescències de panical (Eryngium campestre)
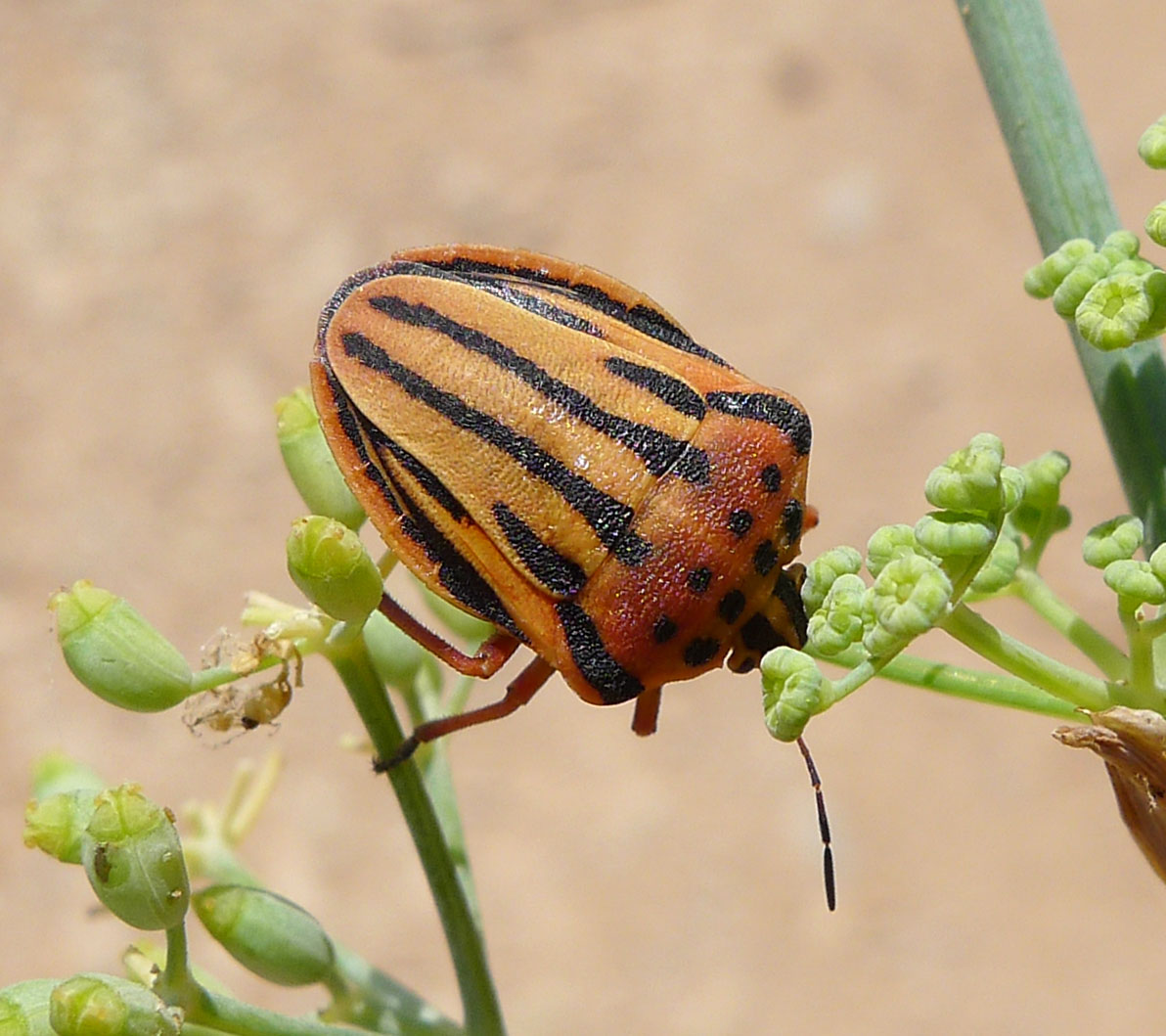
Sobre una inflorescència d'una apiàcia